# Cridaner de Nova Guinea
El cridaner de Nova Guinea (Garritornis isidorei) és una espècie d'ocell de la família dels campefàgids (Campephagidae) i única espècie del gènere Garritornis (Iredale, 1956).

## Hàbitat i distribució
Habita boscos tropicals i subtropicals de frondoses humits de Nova Guinea.